# South Orange Open 1976
Il South Orange Open 1976 è stato un torneo di tennis giocato sulla terra verde. È stata la 7ª edizione del torneo, che fa parte del Commercial Union Assurance Grand Prix 1976. Si è giocato a South Orange negli USA dal 23 al 28 agosto 1976.

## Campioni

### Singolare maschile
Ilie Năstase ha battuto in finale  Roscoe Tanner con il punteggio di 6–4, 6–2

### Doppio maschile
Fred McNair /  Marty Riessen hanno battuto in finale  Vitas Gerulaitis /  Ilie Năstase con il punteggio di 7–5, 4–6, 6–2